# San Bartolomé
San Bartolomé è un comune spagnolo di 13 030 abitanti situato nella comunità autonoma delle Canarie.